# Фоминское (Тугулымский муниципальный округ)
Фоминское — село в Тугулымском городском округе Свердловской области, России.

## Географическое положение
Село Фоминское муниципального образования «Тугулымского городского округа» расположено в 31 километрах к северо-западу от посёлка Тугулым (по автотрассе в 38 километрах), в истоке реки Мостовка (левого притока реки Липка). В окрестностях села, в 2 километрах, находится Петуховское болото, а также пруд.

## Сретенская церковь
В 1867 году была построена каменная, однопрестольная церковь, которая была освящена в честь Сретения Господня. Сретенская церковь была закрыта в 1930-е годы, а после снесена. 

## Население
| 2002 | 2010 | 2021 |
| ---- | ---- | ---- |
| 47   | ↘18  | ↘13  |